# Elizabeth Fuentes Rojas

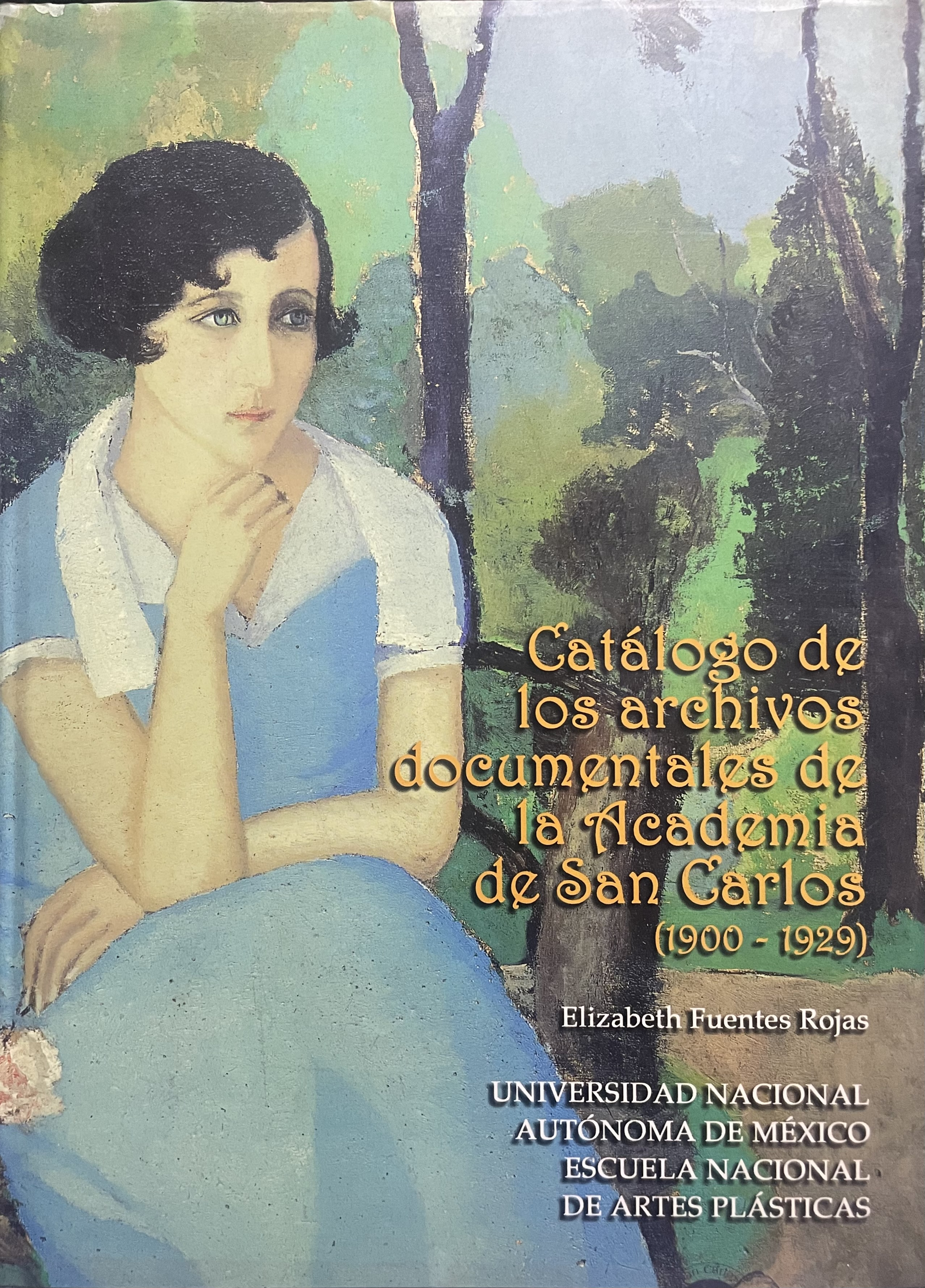
Catálogo de los archivos documentales de la Academia de San Carlos (1900-1929)

Elizabeth Fuentes Rojas (Saltillo Coahuila, México, 17 de mayo de 1946) es una académica e investigadora mexicana en la Facultad de Artes y Diseño de la Universidad Nacional Autónoma de México, de la que fue directora.

## Trayectoria
Realizó sus estudios de licenciatura en Historia en la Facultad de Filosofía y Letras de la UNAM, obtuvo su maestría en Historia del Arte en la Universidad de California, Davis y sus doctorados en Historia en la UNAM y en Bellas Artes en la Universidad Politécnica de Valencia.
Sus investigaciones y publicaciones se orientan principalmente al arte de los siglos XIX y XX, especialmente al estudio de la historia de la Antigua Academia de San Carlos y sus colecciones, al muralismo mexicano y recientemente al papel de la mujer en el arte.
Trabajó en la Antigua Academia de San Carlos de la FAD. Se desempeñó como Coordinadora de las Colecciones, Jefa del Departamento de Curaduría, Jefe del Departamento de Investigación, Coordinadora del Posgrado en Artes Visuales y Directora de la Facultad de Artes y Diseño.
Fue directora de la Facultad de Artes y Diseño de la UNAM en el periodo 2014-2018.

## Publicaciones
- 2022. Trayectoria de la mujer en la Academia de San Carlos, en los siglos XVIII, XIX y XX: modelo, alumna, docente y artista.
- 2020. Trayectoria de la mujer en la Academia de San Carlos, en los siglos XVIII, XIX y XX: modelo, alumna, docente y artista.
- 2019. La mujer en el arte: Su obra y su imagen. Una revisión de su quehacer, en el marco de los 50 años del posgrado en artes y diseño de la UNAM.
- 2018. Historia gráfica de fotografías de la Academia de San Carlos: 1897-1940.
- 2016. La enseñanza de dibujo de ornato. Academia de San Carlos 1780-1904: artistas y artesanos.
- 2000. Catálogo de los archivos documentales de la Academia de San Carlos 1900-1929.

## Reconocimientos
- En 2002 obtuvo el Premio Francisco Rincón de la Sociedad Numismática de México por sus estudios e investigación de la medallística mexicana.
- En 2005 recibió una distinción de la LIX Legislatura de la Cámara de Diputados, la Comisión Bicamaral del Sistema de Bibliotecas, la Secretaría de Servicios Parlamentarios y la Dirección General de Bibliotecas.
- En 2008 se hizo acreedora a un reconocimiento por la Coordinación del Programa de Maestría en Artes Visuales de la UNAM.
- En 2012 fue galardonada con el Premio Universidad Nacional en el área de Investigación en Artes de la UNAM.[8]